# ESafety
Bei eSafety (für electronic safety = „elektronische Sicherheit“) handelt es sich um eine Initiative der Europäischen Kommission sowie der an Fragen der Straßenverkehrssicherheit interessierten europäischen Industrie. Ihr allgemeines Ziel besteht darin, die Straßenverkehrssicherheit unter Nutzung der Informations- und Kommunikationstechnologien (IKT) zu erhöhen. Konkret sollte ein Beitrag dazu geleistet werden, die Anzahl der Verkehrstoten in der Europäischen Union von etwa 50.000 im Jahr 2001 bis zum Jahr 2010 zu halbieren.

## Sicherheitssysteme
Einen besonderen Platz nimmt das automatische Notrufsystem eCall ein, das im Falle eines schweren Unfalls ohne menschliches Zutun den nächstgelegenen Rettungsdienst anruft und dabei die genauen Koordinaten der Unfallstelle mitteilt. Vorgesehen ist weiterhin der Einsatz und die Weiterentwicklung von Fahrerassistenzsystemen wie Geschwindigkeitsregelanlagen, die sich dem Verkehrsfluss anpassen, Spurhalte- und Spurwechselassistenten. Eine wichtige Rolle spielen auch Systeme zur Kollisionswarnung (mit automatischer Aktivierung der Bremsen), zur Verbesserung der Sichtverhältnisse bei Nacht und bei schlechtem Wetter sowie der Beobachtung der Wachheit und Aufmerksamkeit des Fahrers.
Sind diese Systeme unabhängig von Informationen, die nur von außerhalb des Fahrzeugs kommen können, spricht man von autonomen Systemen. Davon sind einige wie das elektronische Stabilitätsprogramm ESP, schon länger auf dem Markt. Der Schwerpunkt der Forschung liegt derzeit auf den sogenannten kooperativen Systemen, wo Fahrzeuge mit anderen Fahrzeugen (Car2Car Communication) oder Teilen der Verkehrsinfrastruktur kommunizieren. Ziel dieser Systeme ist beispielsweise, dass ein Fahrzeug alle anderen, auf derselben Strecke befindlichen Fahrzeuge über eine Gefahrenstelle informiert, oder dass „intelligente“ Verkehrszeichen ihre Informationen auch auf ein Display im Armaturenbrett übertragen. Dadurch ist man auch dann informiert, wenn man das Verkehrszeichen nicht sieht.

## Geschichte
Die eSafety-Initiative wurde von der EU-Kommission im Jahr 2002 initiiert. Ausgangspunkt war die Meinung, das moderne Informations- und Kommunikationstechnologien einen wichtigen, neuartigen Beitrag zur Verkehrssicherheit und zur Verminderung der Zahl der Verkehrstoten leisten können. Absicht der Kommission war es deshalb, im eSafety-Forum alle an der Straßenverkehrssicherheit Beteiligten (Straßenbauverwaltungen, Automobilindustrie, Rettungsdienste, Telekomdienstleister usw.) zusammenzubringen, um die Einführung dieser modernen Sicherheitssysteme zu beschleunigen und ihre Weiterentwicklung durch Forschungsprojekte zu unterstützen. Der Beitrag, den die neuartigen Systeme erbringen können, soll die herkömmlichen Sicherheitsmaßnahmen im Straßenverkehr nicht ersetzen, sondern ergänzen und erweitern. 
Nach Ansicht der Kommission war es nötig, diese Initiative auf europäischer Ebene zu ergreifen, weil der internationale Verkehr (Tourismus, Güterverkehr) internationale Antworten erfordert. Wenn sie etwas bewirken sollen, muss daher sichergestellt werden, dass diese modernen Verkehrssicherheitssysteme in der gesamten Europäischen Union und wenn möglich darüber hinaus funktionieren.

## Neue Entwicklungen
Im Februar 2006 wurde eSafety Teil der Initiative Intelligentes Fahrzeug. Ziel dieser übergreifenden Initiative ist es unter anderem, das eSafety-Forum enger mit den wissenschaftlichen Fragestellungen und vor allem mit der Öffentlichkeitsarbeit für die neuen Sicherheitssysteme zu verknüpfen. Auf dieser Basis schloss sich im Ende 2006/Anfang 2007 eine Gruppe von Mitgliedern des Forum zusammen, um die Kommunikation über die neuartigen Sicherheitssysteme mit Entscheidungsträgern, Autofahrern und anderen Konsumenten zu verbessern. Daraus entwickelte sich die Kommunikationsplattform eSafetyAware!, die seit Mai 2007 die Kampagne ChooseESC! durchführt.

## Unterstützung durch die Automobilklubs
Die eSafety-Initiative wird durch ein Kooperationsprogramm von 16 europäischen Automobilclubs unterstützt, in dem der deutsche ADAC mitarbeitet. Anfang 2007 wurde eine Umfrage unter 8.000 Fahrern aus zwölf Ländern durchgeführt, in der zu den Komplexen Fahrerassistenz-Systeme – heutige Systeme und Infrastrukturgestützte Informationssysteme – künftige Systeme befragt wurde. 